# 梦溪笔谈
《夢溪筆談》，或称《笔谈》，是中國北宋沈括所作的筆記體著作，原有26卷，分17門，題材廣泛，記錄作者所見所聞及研究心得，當中有三分一以上的內容，敘述有關科學技術的各方面先進成就，涉及天文、數學、物理、地理、醫藥和樂律等各範疇，使本書成為中國科技史研究的重要著作和珍貴資料。科技以外，《夢溪筆談》記下沈括仕途生涯中的見聞、相關知識及對政策的檢討，也記載作者在考古學、美術與音樂方面的研究心得，以及作者耳聞目睹的各種不可思議的怪異事情。1956年出版的《夢溪筆談校證》合《夢溪筆談》原書、《補筆談》及《續筆談》共30卷，分609條，是目前學術界使用的標準版本。

## 书名
《梦溪笔谈》自宋代开始就流传有两个名字，一则如《宋史》《通志》称之为《笔谈》，二则如《直斋书录解题》《文献通考》题之《梦溪笔谈》，清代目录学家周中孚认为前者或许是后者省称，但也有人存在异论:155-156。目前已知年代最早的《梦溪笔谈》版本为南宋乾道二年（1166年）扬州州学刊刻本，该本题跋明言题为《笔谈》，沈括自己在《梦溪自记》中也称本书为《笔谈》，明代的孙孟在读《读书志》时候所见引文亦俱称《笔谈》，他据此认为“梦溪”二字系后人添附，而根据现代学者祖慧的考证，“梦溪”二字或系沈括别号，类似也有洪迈《随笔》讹名《容斋随笔》:156-160。

## 作者
《夢溪筆談》作者是北宋錢塘人沈括（1031-1095），其人以博學著稱:24-25，為飽學之士，以百科全書式的廣博知識聞名於世:269，曾任昭文館校勘、提舉司天監事、史館檢討、集賢院校理等職，得以博覽群書。沈括是有為的政治家:31、25，積極參與王安石變法，官至翰林學士、權三司使，主管財政經濟，又以察訪使名義到各地視察新政的實施情況，新法失敗後被舊黨列入新黨的黑名單，是30人中的第15名:351-352
。沈括注意發展農業，在參與變法前，曾主持沭水和蕪湖萬春圩的水利工程，在變法活動中又主持整治汴渠的工程，並察訪兩浙路和河北西路的農田水利。他掌管過司天監，創造新天文儀器，改革曆法，採用衛朴的《奉元曆》。他能加強戰備，抵抗侵略，掌管軍器監時，研究城防、兵器及戰術；出使契丹時，駁倒遼國的無理要求，談判得勝；擔任鄜延路經略使時，擊破西夏7萬兵力的侵騷:353。沈括晚年定居鎮江，在夢溪園將一生所見所聞及研究心得，寫成《夢溪筆談》:25。廖咸惠指出約成書於1088年前後:401，傅大為則認為約成書於1090年代早期:269。
据沈括在《自志》中记载，他年轻时曾梦见一处美景，山上有繁花似锦，山下有清澈溪水，故号梦溪丈人。多年后，他在京口（今江苏镇江）购置一处园圃，发现其景色与梦境极为相似，遂将此园命名为“梦溪园”。由于《梦溪笔谈》是在梦溪园中完成的，书名因此得来。考古研究和文献记载进一步确认了梦溪园的位置位于镇江朱方门外、关河之畔，园内有梦溪河道、百花堆等景观，与沈括描述一致。

## 篇目
《夢溪筆談》是筆記體作品，隨筆記錄見聞和心得，全書609條:354，歸入17個門類：1.故事（前朝掌故）、2.辯證（事物與詞語的論辯）、3.樂律（音樂與律數）、4.象數（現象背後的數字規律）、5.人事（文人性格）、6.官政（官場之事）、7.權智（急智）、8.藝文（藝文活動或評論）、9.書畫、10.技藝（技術與機巧）、11.器用（高貴或古代的器物）、12.神奇（神奇驚人的事跡）、13.異事（奇異與變化）、14.謬誤（常見的錯誤）、15.譏謔（機智與諷刺）、16.雜志（對邊緣或非正統事物的記錄）、17.藥議（對藥物的議論）。《夢溪筆談》知識分類上類似《太平御覽》的傳統，趨於朝廷與官方取向，比較關注現世:270。

## 科技
科技知識佔《夢溪筆談》全書內容三份一以上，貢獻最大是天文、數學、物理、地理、醫藥和樂律等方面:354，也涉及氣象、化學、冶金、兵器、水利、建築、動植物等領域:25。

### 天文曆法
《夢溪筆談》詳實描述五星運行的軌跡和隕石墜落時的情景:27。書中記載沈括曾對北極星空，做了極精密而繁複的觀察與紀錄，連續三個月，每晚都作觀察記錄，畫出約兩百多張星圖描繪北天中北極星的運動，以定位出真正不動的北極位置，判定它離當時所謂的北極星其實有三度之遙。其實三度的結論是錯誤的，是沈括讀錯了儀器，混淆了圓周角與圓心角，結果大了一倍。書中反而批評祖暅較正確「一度有餘」的數字:292。《夢溪筆談》記述了沈括對晷漏進行的研究，第一次從理論上推導出冬至日晝夜一天的長度「百刻而有餘」，夏至日晝夜一天的長度「不及百刻」。針對傳統的陰陽合曆在曆日安排上的缺失，《夢溪筆談》提出新建議，主張使用「十二氣曆」，即以「十二氣為一年」，以立春為一年之始，「大盡三十一日，小盡三十日」，而傳統的月相變化僅作為曆注書明。這一建議既簡便又科學，比起現行公曆格列高利曆還要合理。當時這項建議招致批評，但書中指出他日必有人採納:27-28。

### 數學
《夢溪筆談》研究的數學課題有「隙積術」和「會圓術」。隙積術是一種計算有空隙物體的體積的技術，計算在一種特定堆棧法下，酒甕的總數目：以長方形為底，平鋪一層酒甕，再層層上堆，依次縮小每層的堆棧數，使成為類以跺的平頭截體:275。隙積術屬於高階等差級數求和問題，是求解垛積問題，具體提到累棋、層壇及酒家積罌等的垛積問題。會圓術是已知弓形的圓徑和矢高求弧長的問題，書中推導得求弓形弧長的近似公式:28。《夢溪筆談》也討論圍棋棋步，延續唐代名僧一行的問題，計算所有棋步變化的總數。在縱橫十九路所劃成的棋盤中，每個交叉點只有白、黑與無三種可能，因此棋步的變化是可以窮盡的:275。書中又用幾何學來解釋弩機上「望山」（類似瞄準器）的用法:374。

### 物理學
磁學上，《夢溪筆談》記述指南針四種裝置的方法，並比較優劣。書心指出磁針「常微偏東，不全南也」的現象，是關於磁偏角的最早記載，比西歐的記錄要早400年左右:28。書中視磁偏角為不穩定的異常現象，懷疑是否指南針本身技術上出問題，建議改用絲線來垂吊磁針，「則針常指南」:285-286。光學上，《夢溪筆談》記載了對凹面鏡成像所作的實驗，指出物件在凹面鏡焦點之內時得正像，在焦點上時不成像，而在焦點之外時得倒像。書中試圖用小孔成像的原理，解釋物件在焦點外成倒象的現象，但其解釋並不完全正確:28-29。《夢溪筆談》又細心觀察與研究透光鏡，透光鏡能反射背面的花紋，書中以鑄鏡時冷卻速度不同來解釋，其說不一定符合歷史事實（透光鏡的效果，從制鏡的技術史上看，較一致的看法是認為利用磨制的方法而成的）。聲學上，《夢溪筆談》記載了用紙人進行共振現象的實驗，證明弦線的基音與泛音的共振關係。沈括剪一個小紙人，放在基音弦線上，撥動相應的泛音弦線，紙人就跳動，彈別的弦線，紙人則不動。這個實驗要比歐洲人所做的類似實驗早幾百年。書中也探討古代扁形樂鐘的機制:29。

### 地理學
地理學方面，《夢溪筆談》記載沈括對浙東地區的察訪，看到「峭拔險怪」的雁蕩山諸峰的地貌景觀，提出流水侵蝕作用的自然成因說，指出中國西部黃土地區「立土動及百尺」的地貌特徵，也是同一原因造成:29。書中又記述太行山麓的山崖之間，「往往銜螺、蚌殼及石子如鳥卵者，橫亘石壁如帶」，推斷昔日這是海濱，進一步指出此地「今距東海已近千里，所謂大陸者，皆濁泥所湮耳」，以泥沙的淤積作用，解釋了華北平原的成因:30。《夢溪筆談》記述沈括巡視各地時，沿途細心收集山川道路的地理資料，製成木刻地形模型:355；又記載沈括奉命編修天下州縣圖，共繪制全國大地圖1軸（12乘10尺），小地圖1軸，又全國十八路各一軸，共20軸。沈括把州縣相對方位的描述，由原先8個方位增至24個方位，同時十分注意兩地間水平直線距離（「鳥飛之數」）的測算，使州縣間的相對位置更為精確可靠:30。

### 醫學
藥物學方面，《夢溪筆談》根據實物，對一物多名或多物一名的藥物，進行證同辨異，校正前人的錯誤，如指明杜若即高良薑，赤箭就是天麻等等。對藥物的採集和使用，也多有糾謬正誤之處:31。「藥議」一門中所有條目，都是從沈括先前的著作《良方》中擷取的，該門附在全書最後，作為附錄:277。書中也記述了醫學理論「五運六氣」，沈括曾運用這個理論，成功占測久旱後的一場大雨，震動了京師:272。

### 工藝
《夢溪筆談》對古代的工匠技術，頗為稱讚，例如指出唐高宗時所造的「大駕玉輅」技術，根本不是宋代造輅技術所能望其項背的。對各種古代工藝技術，如古透光鏡、古照物鏡、各種古劍古刀、各種出土古弩機等，都常稱讚有加，而且因其奧妙之法已失傳，無法複制而深感惋惜:277。書中也忠實記錄當時的科技成就，如喻皓《木經》、畢昇活字印刷術、水工高超巧合龍門的三埽施工法，冷鍛瘊子甲和灌鋼技術、磁針裝置四法、水法煉銅法、淮南漕渠的複閘、蘇州昆山淺水中築堤法等等:25、27。

## 其他內容

### 政務
《夢溪筆談》記錄沈括仕途生涯中的所見所聞，一些他從事各種官職所學到的實用知識，如製作堅固堡壘的竅門，解決軍隊給養問題的方法，也談及作者在短暫處理北宋財政事務時，對財經政策的反省，如鹽和茶的各種交換機制、錢銀的供應與錢幣通貨的平衡，穀價政策等:273。《夢溪筆談》也檢視既有的政策，如陳恕的茶法、范祥的鹽鈔法、陶鑒的建制水閘（在運河中設置水閘，以便舟船通過）、范仲淹力主維持的商稅。書中也解釋了唐代劉晏所實行，可以知道全國穀價的方法。書中記下宋朝各時期所鑄錢幣數量，背後其實是作者對錢幣供應與平衡的看法:274。軍事方面，書中研究城防和陣法、行軍運糧之法，又講求改進武器，如弓弩、劍和兵車的製造，對煉鋼和鍛鐵甲也有所論述:355。

### 考古與藝術
考古學方面，《夢溪筆談》相關的有廿餘條，涉及石斧、殷周青銅器、戰國時玉器和金幣、漢代銅器、畫象石和印章、六朝時的古墓和玉臂釧、唐代的玉釵、肺石和銅錢。此外還有金屬武器銅弩機和鐵劍。書中也談到古器物花紋、古墓發掘，古墓和古城的考證:358-359，根據考古文物，指正宋初聶崇義《三禮圖》等書籍的謬誤:363。有關藝術，《夢溪筆談》討論如何摹寫正午下的貓和牡丹、演奏特定音符時琵琶的撥法、畫中所呈現音樂的節拍、佛像背光的形狀、為何畫牛虎皆畫毛而惟馬不畫毛、如何寫「藏鋒」的書法，如何鋪排筆劃的間架，解釋何以王維《袁安臥雪圖》中會有「雪中芭蕉」。書中批評論書法者多謂書不必有法，以為好的書法家可以創造自己獨特的標準與藝術，即「各自成一家」，其實學書法必須師法前人，忠實臨摹前人的法書範例:281-282。書中也計算出帝舜的兩個妃子在舜駕崩時已屆百歲，批評文人騷客將「黃陵二女」視為年輕仕女的說法，是瀆慢而不禮貌的:271。

### 奇聞
《夢溪筆談》記述了一些現代人看來不科學的內容，卻是作者的親證，如木中紋理變成顏真卿的書法、鴨卵生得「爛然通明」、生肉轉活成小牛、人患上奇症身形縮小如兒童、蛟蜃之氣變成人物車馬（可能是海市蜃樓）、蛇蜃蛻化成石、寶劍可屈伸自如、鱷魚卵卻孵化成魚或鼉黿、旋風望之插天如羊角、冰紋顯成花果林木模樣、雨雹看似頭顱形狀:275-276。書中記載僧人文捷有預知他人命運的能力，能清楚預言沈括從侄沈遘的仕途、年壽及死後在地下世界的任職，準確至可謂神奇的地步:398-399、401。《夢溪筆談》談到揚州有一能夠飛行的「張殼大珠」，光芒奪目，不能正視，「十餘里間，林木皆有影，如初日所照；遠處但見天赤如野火，倏然遠去，其行如飛，浮於波中，杳杳如日……熒熒有芒燄，殆類日光。」現代談飛碟學的著作，許多都會提到《夢溪筆談》這一條，名氣頗大:9。
《夢溪筆談》不會輕易批評一些古代奇術為欺誕，也沒有「迷信」觀念，論述《洪範》五行術、古卜者的繇辭術、揲蓍之法，八卦的過揲之數，各種《易》法（納音納甲）與易象之學、各種六壬學:278。書中討論「六壬術」時，檢討傳統對「十二神將」的詮釋（十二神將配對五行、十二地支），結果認為其實只有十一位神將，因為最尊貴的「貴人」居中，左右各有五位神將隨待，十二個中最後一個名叫「天空」，位居貴人正對面，「天空」就是天中空無一物的意思，所以只有十一位神將:294。書中不喜歡談鬼神，全書只談到鍾馗一隻鬼:8。

## 版本
《夢溪筆談》成書以後，在當時就有刻版和流傳。現今傳世的各種版本，都源自南宋1166年揚州州學刻本，其中有一個元代1305年茶陵陳氏翻刻本由於刻印精妙，孤本僅存，被譽為稀世之珍。《夢溪筆談》出版後，沈括繼續寫有筆記，後人據其原稿，編成《補筆談》3卷，現存最早刻本是明代萬曆末年《寶顏堂秘笈．匯集》本。稍後商濬以其所得《夢溪筆談》和《補筆談》以外的沈括筆記原稿11篇刻入《稗海》，題為《續筆談》。三者合共30卷，即《四庫全書》著錄之本:227。1956年，上海出版了胡道靜的《夢溪筆談校證》，次年北京出版了《新校正夢溪筆談》，都把全部30卷全文編號為609條:228。《夢溪筆談校證》是目前學術界使用的標準版本:271。1978年日文譯本出版，梅原郁主譯，列入「東洋文庫」:228。

## 地位
在宋代文人圈子中，《夢溪筆談》是著名筆記:269，內容往往為其他筆記著作所採納，並加以辯論:3。《夢溪筆談》更是科技史上一部十分重要的著作:27，李約瑟視之為「中國整部古代科學史上的座標」:226，由此可以衡量科技史的成就:2。書中敘述各種創造與發明，提供第一手資料，具有非凡價值:228，介紹了畢昇的活字印刷術，木匠喻皓編寫的《木經》和他固定木塔的故事，磁州鍛坊的煉鋼、淮南漕渠的複閘和水中築長堤法。這些工匠的貢獻，在一般史籍上一字不提，只有在《夢溪筆談》中才有詳細記載，成為研究中國科技史的珍貴資料:356。
在「官政」門，《夢溪筆談》記錄了一些與王安石經濟政策有關的數字與金額，是宋代筆記中所特有的。如淮南漕渠在水閘設置前後，米運輸的各種數量、宋朝各時期鑄造錢幣的數量、京師所歲支吏人薪餉的最大值、對各種茶法實行後「茶收入」的絕對金額比較等等，所敘述的財政數字的精準性，即使是宋代以財政知名的士人張方平所寫的《樂全集》也比不上。書中所載類似《宋史·食貨志》中種種數字與金額，其歷史重要性很高:274。部份學者對《夢溪筆談》稍有批評，認為書中「夾雜著某些封建性、神秘主義的糟粕，如宿命論、因果報應說之類」:31-32。